# John Locke (Lost)
John Locke är en fiktiv huvudperson i TV-serien Lost. Han spelas av Terry O'Quinn. Han delar sitt namn med en känd engelsk filosof – John Locke – en av seriens många paralleller till filosofins historia.

## Biografi
Locke växte upp med sin syster i en fosterfamilj. Enligt hans biologiska mor har Locke ingen far, utan blev till genom en jungfrufödelse. Locke finner dock en man som verkar vara hans far, Anthony Cooper. Cooper utnyttjar Locke för att lägga vantarna på dennes njure.
Locke är rullstolsburen efter att Cooper knuffat ut honom från ett fönster på åttonde våningen. Andra kännetecken är hans kala huvud och att han oftast ler.
På ön återfår Locke sin förmåga att gå. Han blir lägrets främste jägare och spårare, och även en stark ledare. Locke har ett starkt band till ön och dess befolkning, av överlevarna kallade De Andra. Han hade även en nästan religiös dragning till den så kallade "Luckan", som sedan visade sig vara en av flera mystiska underjordiska bunkrar på ön.
Locke är trons man, kontra Jack som följer sitt förnuft.